# Sam Denoff
Sam Denoff est un producteur, scénariste, acteur et compositeur américain né le 1er juillet 1928 à Brooklyn, New York (États-Unis) et mort le 8 juillet 2011 à Brentwood (Los Angeles, Californie).

## Filmographie

### comme producteur
- 1961 : The Dick Van Dyke Show (série TV)
- 1966 : That Girl (série TV)
- 1967 : Good Morning, World (série TV)
- 1968 : The Bill Cosby Special (TV)
- 1971 : Pure Goldie (TV)
- 1971 : The Funny Side (série TV)
- 1972 : The Man Who Came to Dinner (TV)
- 1973 : Lotsa Luck (série TV)
- 1974 : The Boys (TV)
- 1974 : Roll, Freddy, Roll! (en) (TV)
- 1975 : The Montefuscos (série TV)
- 1975 : Big Eddie (série TV)
- 1978 : The Goldie Hawn Special (TV)
- 1979 : Turnabout (série TV)
- 1987 : American Film Institute Comedy Special (TV)
- 1995 : 50 Years of Funny Females (TV)
- 2004 : The Princess Diaries 2: Royal Engagement : Lord Jerome

### comme scénariste
- 1962 : Sur le pont la marine ("McHale's Navy") (série TV)
- 1965 : The Julie Andrews Show (TV)
- 1969 : Dick Van Dyke and the Other Woman (TV)
- 1971 : Pure Goldie (TV)
- 1972 : The Man Who Came to Dinner (TV)
- 1974 : The Boys (TV)
- 1974 : Roll, Freddy, Roll! (en) (TV)
- 1978 : The Goldie Hawn Special (TV)
- 2000 : 14th Annual American Comedy Awards (TV)

### comme acteur
- 1974 : Roll, Freddy, Roll! (en) (TV) : Gas Station Attendant
- 1980 : Serial : Painter
- 1983 : Attendez que maman revienne (Wait Till Your Mother Gets Home!) (TV)
- 1986 : Rien en commun (Nothing in Common) : Sal Mancuso
- 1990 : Papy Joe (A Family for Joe) (TV) : Slamburger Manager
- 1990 : Return to Green Acres (TV) : Art Dealer
- 1994 : Club Eden (Exit to Eden) : The confused golfer
- 1997 : Lasting Silents : Abe Levenson
- 2001 : Princesse malgré elle (The Princess Diaries) : Lord Jerome

### comme compositeur
- 1961 : The Dick Van Dyke Show (série TV)